# Helmut Just
Helmut Just (* 2. Juli 1933 in Berlin; † 30. Dezember 1952 ebenda) war ein deutscher Angehöriger der Ost-Berliner Volkspolizei (VP), der im Dienst an der Sektorengrenze zu West-Berlin erschossen wurde. Weder die Täter noch ihr Motiv konnten ermittelt werden. Die Propaganda der DDR verehrte Just stets als einen von „westlichen Terroristen ermordeten Grenzschützer“. Dabei blieb es auch, als 1967 das Ministerium für Staatssicherheit (MfS) eher die organisierte Kriminalität in Berliner Boxer- und Schieberkreisen, in denen Just zuvor verkehrt habe, hinter der Tat sah.

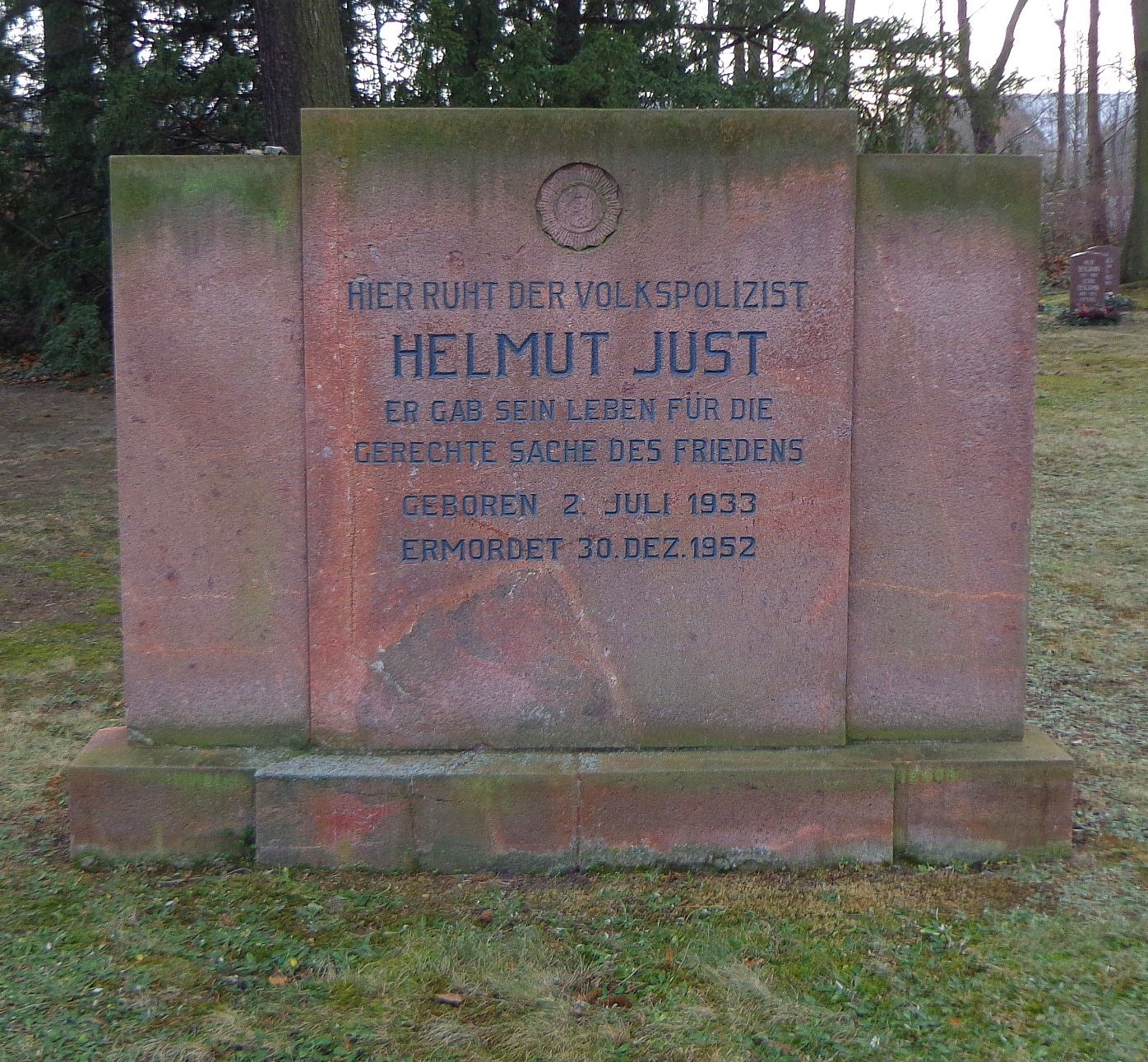
Der 1953 auf das Grab Justs gesetzte Gedenkstein, Zentralfriedhof Friedrichsfelde, 2021

## Leben
Helmut Just lebte mit seiner Mutter in Ost-Berlin. Zur Familie gehörten ein verheirateter älterer Bruder, der Volkspolizist war, und eine jüngere Schwester, die in West-Berlin lebte. Just hatte nach dem Besuch der Volksschule im Jahr 1952 eine Malerlehre abgeschlossen. Als leidenschaftlicher Boxsportler war Just Mitglied einer Betriebssportgemeinschaft im Ost-Berliner Stadtteil Karlshorst und der Boxergruppe des West-Berliner Sportvereins Tennis Borussia. Am 7. August 1952 trat Just in die Ost-Berliner VP ein, wo er dem Bereitschaftskommando I zugeteilt wurde. In Rücksicht auf seine Trainingszeiten verrichtete er nach der Grundausbildung seinen Dienst in einer Kleiderkammer der VP in Berlin-Weißensee, musste aber später zum Bereitschaftskommando zurückkehren. Am 30. Dezember 1952 war er dort VP-Unterwachtmeister.

## Ermordung

### Vorgeschichte
In der Nacht zum 25. Dezember 1952 hatten Sowjetsoldaten einen Entführungsversuch im Stadtteil Frohnau des französischen Sektors von Berlin unmittelbar an der Grenze zu Glienicke/Nordbahn unternommen, der den Einsatz eines West-Berliner Funkstreifenwagens zur Folge hatte. Dabei erschossen Sowjetsoldaten auf dem Gebiet des französischen Sektors ein Mitglied von dessen Besatzung, den Polizeioberwachtmeister Herbert Bauer. Der Vorfall erregte die Berliner Öffentlichkeit in ungewöhnlichem Maße. Die Trauerkundgebung vor dem Rathaus Schöneberg und die Fahrt des Leichenwagens zum Friedhof „Am Nordgraben“ in Berlin-Tegel am 30. Dezember zogen hunderttausende Trauernde an.
Die VP in Ost-Berlin war schon einige Tage vor dem Trauertag in Alarmbereitschaft versetzt worden und hatte für den 30. Dezember die Überwachung der Sektorengrenze verstärkt. Just hatte sich freiwillig für den Abend des Trauertags einteilen lassen.

### Hergang
Just trat am 30. Dezember 1952 seinen Dienst auf dem VP-Revier 64 in der Schivelbeiner Straße 11 in Prenzlauer Berg an. Von 19 bis 20.00 Uhr versah er Postendienst auf der Behmbrücke, die in den Bezirk Wedding des französischen Sektors führte. Danach hatte er eine Freistunde, die er zum Teil außerhalb des Reviers 64 verbrachte. Vom Revier ging Just gegen 20.45 Uhr zu Fuß in Richtung Schwedter Straße, um seinen Posten am Gleimtunnel zu erreichen. Um 22.50 Uhr machten aus West-Berlin zurückkehrende Passanten den Brückenposten der VP auf eine in der Behmstraße liegende Person aufmerksam. Ein Polizist fand den nicht ansprechbaren Just mit einer Blutlache um den Kopf auf dem Bürgersteig gegenüber dem Haus 65. Seine Dienstwaffe fehlte. Er wurde ins VP-Krankenhaus Berlin transportiert, wo man seinen Tod feststellte.

### Ermittlungen der Volkspolizei
Innerhalb der nächsten Stunden traf die Führung der Ost-Berliner Polizei am Tatort ein und veranlasste sofortige, intensive und umfangreiche Ermittlungen durch die vollzählig versammelte Morduntersuchungskommission (MUK). Die Häuser und Wohnungen der Behmstraße wurden durchsucht und ihre Bewohner befragt. Weder ein Zeuge noch irgendwelche Spuren, die auf den oder die Täter hindeuteten, konnten gefunden werden. Anhand der Lage Justs mit dem Kopf auf dem Bordstein nahe der Behmbrücke, seiner Verletzung und dem Fundort der Patronenhülse konnte rekonstruiert werden, dass Just von hinten ein tödlicher Pistolenschuss aus einer Entfernung von 0,4 bis unter zwei Meter in den Nacken getroffen hatte, nachdem er die Mittelpromenade der Behmstraße bereits überquert hatte. Zwei an der knapp 100 Meter entfernten Brücke stationierte Volkspolizisten und ein DDR-Zöllner hatten den Schuss nicht wahrgenommen, weil Jugendliche bereits seit Stunden in der Umgebung immer wieder Silvesterfeuerwerkskörper explodieren ließen.
Am 2. Januar 1953 rief der VP-Präsident Waldemar Schmidt alle Berliner zur Mitarbeit bei der Klärung des Todes von Just auf. In seinem Amtshilfeersuchen, das am gleichen Tag bei der West-Berliner Polizei einging, behauptete er, dass als „Täter oder Auftraggeber“ ausschließlich West-Berliner „Verbrecherorganisationen“ wie die Ostbüros der Parteien, der Untersuchungsausschuß Freiheitlicher Juristen und die Kampfgruppe gegen Unmenschlichkeit (KgU) in Betracht kämen, obwohl der MUK keine dahingehenden Erkenntnisse vorlagen.
Die Ermittlungen nahm eine Sonderkommission der MUK auf.
Die Vermutung, Helmut Justs Ermordung könnte auch ein spontaner Racheakt von Ost- oder West-Berliner Einzelgängern für den Mord an Herbert Bauer gewesen sein, lag auch im Kalkül der MUK. Sie ging Hinweisen in Richtung West-Berlin nach, verzichtete aber auf Ermittlungen im persönlichen Umfeld Justs. Die Sonderkommission kam zu keinem Ergebnis und löste sich Mitte Februar 1953 auf. Eine Nebenfolge ihrer Ermittlungen war die Schließung mehrerer Gaststätten in Grenznähe, in denen sich ihrer Einschätzung nach „asoziale und kriminelle Elemente“ träfen und in denen „rege Hetze gegen die DDR“ sowie „Schiebergeschäfte“ stattfänden. Die Ermittlungen bekamen vorübergehend neuen Schwung, als Kinder im Juni 1953 der VP die offenbar kurz zuvor weggeworfene Tatwaffe übergaben, die sie nördlich des Gleimtunnels auf Ost-Berliner Gebiet gefunden hatten. Die Walther-Pistole Kal. 7,65 war im Mai 1950 einem VP-Offizier bei einer Boxveranstaltung im nahen Prater gestohlen worden.

### Ermittlungen der West-Berliner Staatsanwaltschaft
Angehörige und Bekannte Justs aus Ost- und West-Berlin machten in den Tagen nach dem Mord übereinstimmende Aussagen vor dem Kriminalkommissariat der Polizeiinspektion Wedding der West-Berliner Polizei. Die Aussagen betrafen Justs Unwillen, an der Sektorengrenze eingesetzt zu werden, eine Verwarnung durch Vorgesetzte und ein abgelehntes Entlassungsgesuch. Dies soll Just veranlasst haben, eine Flucht nach West-Berlin zu planen. Der Schlussbericht der West-Berliner Polizei an die Staatsanwaltschaft Berlin vom 6. März 1953 hielt fest, dass der Fall Just nicht aufgeklärt werden konnte.
An diesem Ergebnis änderte sich nichts, als im Januar 1954 ein geflüchteter Volkspolizist gegenüber der KgU aussagte, Just habe, um intensiv trainieren zu können, in seinem Betrieb zu oft gefehlt und im Polizeidienst dafür bessere Möglichkeiten gesehen, sei also aus pragmatischem Motiv Volkspolizist geworden. Im März 1965 behauptete ein durch den Häftlingsfreikauf entlassener ehemaliger Volkspolizist gegenüber dem Ostbüro der SPD, als dessen Informant er verurteilt worden war, dass das MfS für den Mord an Just verantwortlich sei. Seine Angabe stützte sich lediglich auf eine Kombination von Vermutungen.

### Ermittlungen des Ministeriums für Staatssicherheit
Das MfS verdächtigte zunächst routinemäßig Westberliner Organisationen der Anstiftung bzw. der Täterschaft am Mord. Die Bezichtigungen gegen die KgU, den Untersuchungsausschuß Freiheitlicher Juristen und die Deutsche Liga für Menschenrechte gingen auf eine willkürliche Interpretation der Meldung eines geheimen Informators (GI) innerhalb der KgU zurück. Der Informator hatte aufgeschnappte Bruchstücke eines internen Gesprächs von Vertretern der KgU und des Berliner Verfassungsschutzes wiedergegeben. In den folgenden Jahren beschäftigte sich das MfS bis hin zur Festnahme von Verdächtigen mit der Suche nach dem oder den Tätern, jedoch ohne Beweise erarbeiten zu können.
Ein Sachstandsbericht anhand aller vorhandenen Unterlagen vom 5. Juni 1967 enthielt zwar Hinweise auf eine mögliche Täterschaft der KgU und auf einen „Racheakt“ für die Erschießung Baums, jedoch schätzte das MfS es als „wahrscheinlicher“ ein, dass die „Täter aus dem kriminellen Milieu“ gekommen waren. Nach Erkenntnissen des MfS war Just vor seinem nur knapp fünf Monate zurückliegenden Eintritt in die VP im „Boxermilieu“ aktiv gewesen und hatte in „Schieberkreisen“ verkehrt. Die nüchterne Wertung des MfS war mit dem seit 1953 von der SED um Just betriebenen Heldenkult nicht vereinbar und gelangte daher nicht an die Öffentlichkeit.
Das letzte Ermittlungsverfahren des MfS gegen einen Tatverdächtigen stellte der Generalstaatsanwalt der DDR im Jahr 1987 ein.

## Nachleben

### Instrumentalisierung in der DDR

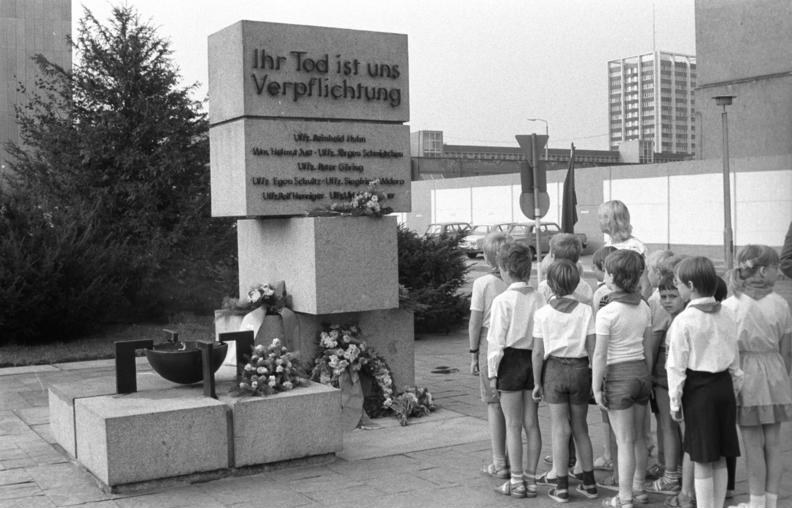
Junge Pioniere vor dem Denkmal der Grenztruppen in Ost-Berlin, 1986

Sofort nach der Tat begann die Sozialistische Einheitspartei Deutschlands (SED) mit der propagandistischen Ausschlachtung des Mordes. Das Parteiorgan Neues Deutschland (ND) machte am 1. Januar 1953 den West-Berliner Regierenden Bürgermeister Ernst Reuter direkt für die Tat verantwortlich. Er habe durch eine „Hetzrede“ den Mord angestiftet, gemeint war Reuters Ansprache bei der Trauerkundgebung für Herbert Bauer.
Nach einer Aufbahrung im Gebäude der Volkskammer in der Luisenstraße am 3. Januar 1953 fand am 5. Januar die Trauerfeier für Helmut Just in Form eines Staatsaktes auf dem Platz der Akademie statt. Postum verlieh Karl Maron, der Chefinspekteur der VP, dem erneut aufgebahrten Toten das Ehrenzeichen der Deutschen Volkspolizei. In der am 4. Januar im ND veröffentlichten Bekanntmachung hatte Maron unterstrichen, dass die Mörder „… in den faschistischen Mord- und Terrororganisationen“, gelenkt und finanziert von „amerikanischen Kriegsbrandstiftern und ihren deutschen Handlangern, der Bonner Verräterclique um Adenauer und den Westberliner 'Frontstadtpolitikern' um Reuter und Schwennicke“ zu suchen seien. An der mit Ansprachen begleiteten Veranstaltung, die den Eindruck einer Konkurrenz zu der vorangegangenen für Herbert Bauer machte, nahmen etwa einhunderttausend Menschen teil. Danach fuhr der Leichenwagen zum Zentralfriedhof Friedrichsfelde, wo Just nahe der Gräberanlage Pergolenweg der Gedenkstätte der Sozialisten beigesetzt wurde.
Am 6. Januar behauptete das ND, in der Nähe des Tatortes befinde sich eine „Terrorzentrale“ der KgU, wobei deren „Abteilung II b“ auf Mordtaten wie an Just spezialisiert sei.
Die Familie bekam staatliche Unterstützung. Der Mutter wurden die Beerdigungskosten erlassen. Weil ihr Sohn laut offizieller Darstellung von Faschisten ermordet worden war, erhielt sie „nach Rücksprache mit Ditmar Danelius“, dem Vorsitzenden der Vereinigung der Verfolgten des Naziregimes, die Anerkennung als Verfolgte des Naziregimes, die mit einer Ehrenpension verbunden war, ferner eine Anwartschaft auf eine Wohnung in der Stalinallee. Ebenso durfte Justs Bruder mit seiner Frau eine Wohnung in der Stalinallee beziehen.
Am ersten Jahrestag seines Todes erhielten im Rahmen feierlicher Kundgebungen sein Grab auf dem Zentralfriedhof Friedrichsfelde einen Gedenkstein und die Grundstücksmauer am Ort seines Todes eine mannshohe Gedenktafel. Diese erinnerte daran, dass Just hier „von faschistischen Banditen“ ermordet wurde. Für die feierlichen Anlässe hatte Paul Dessau den Trauermarsch für den von Kriegshetzern meuchlings ermordeten Volkspolizisten Helmut Just für großes Blasorchester komponiert, den das Orchester der Berliner Volkspolizei unter Willi Kaufmann aufführte. Bruno Kleberg erinnerte 1954 in seinem Dokumentarfilm zum Bau der Stalinallee Geschichte einer Straße an den einstigen Lehrling am Bau des Blocks D-Süd, der als Volkspolizist „von den Feinden unseres Glücks und unserer Erfolge ermordet [wurde]“. Am Tag der Opfer des Faschismus, der jährlich auf dem Bebelplatz in Berlin durchgeführt wurde, befand sich am 11. September 1960 neben den Porträts von Ernst Thälmann, Hans und Sophie Scholl und anderen NS-Opfern auch das von Just.
Zahlreiche Straßen, Schulen, Wirtschaftsbetriebe, Sportstätten und Freizeiteinrichtungen trugen in der DDR Justs Namen. In Ost-Berlin hieß die Behmstraße ab 1960 nach ihm. Seit Anfang der 1970er Jahre galt die Inschrift auf dem Denkmal der Grenztruppen an der Jerusalemer- Ecke Reinhold-Huhn-Straße auch Just. Am Helmut-Just-Stadion in Krauschwitz ist Just seit 1972 ein Gedenkstein gewidmet. Bis zum Ende der DDR fanden an diesen Orten regelmäßig Feiern zur Erinnerung an Helmut Just statt.
Die marxistisch-leninistische Geschichtswissenschaft der DDR stellte, stets ohne Nachweise, die Ermordung Justs durch zwei Westberliner Terroristen als Folge der dortigen zügellosen Pogromhetze dar.
Trotz der nun öffentlichen Rolle Justs in der DDR wurde auf sein Grab am Zentralfriedhof Friedrichsfelde wenig Rücksicht genommen. Als die SED ab Anfang der 1960er Jahre die Gräberanlage Pergolenweg erweitern ließ, war unter den zu diesem Zweck entfernten Grabdenkmälern auch der Gedenkstein für Helmut Just. Nahe der Gedenkstätte der Sozialisten existierten damals noch zahlreiche ältere private Grabstätten aus der Zeit vor Gründung der DDR. Sie wurden auf Beschluss der SED in mehreren Etappen geräumt und die solcherart gewonnenen Flächen bis zur Wende 1989 schrittweise neu mit Ehrengräbern belegt.

### Im wiedervereinigten Deutschland
Nach der deutschen Wiedervereinigung griff die Staatsanwaltschaft Berlin den Mordfall auf der Grundlage aller nun durch die Öffnung der Archive bekannten Fakten wieder auf. „Trotz intensiver Ermittlungen“ vermochte sie nicht, „nach so langer Zeit“ einen Tatverdächtigen ausfindig zu machen.
Das Denkmal der Grenztruppen wurde 1994 beseitigt und die Gedenktafel in der Behmstraße verschwand 2001. Helmut-Just-Straßen gibt es noch in 12 Städten: in Aschersleben, Aue, Dahlen, Erfurt, Grimmen, Halle (Saale), Hohen Neuendorf, Meuselwitz, Neubrandenburg, Niesky, Pirna, Potsdam und Senftenberg (Stand: 2019).
In der Literatur und besonders in Internetauftritten von ehemaligen Angehörigen der Grenztruppen wird nach wie vor die Legende tradiert, nach der Just von zwei „faschistischen Mördern“ infolge einer „Westberliner Hetzkampagne gegen die DDR“ hinterrücks erschossen worden sei oder von den „Westberliner Tätern“, die bewusst nicht bestraft worden seien.
Im Frühjahr 2008 kehrte der zu DDR-Zeiten zwecks Erweiterung der Gräberanlage Pergolenweg versetzte Grabstein von Helmut Just an seinen ursprünglichen Standort zurück und markiert nun wieder das tatsächliche Grab.